# Bambusa surrecta
Bambusa surrecta är en gräsart som först beskrevs av Qi Hui Dai, och fick sitt nu gällande namn av Qi Hui Dai. Bambusa surrecta ingår i släktet Bambusa och familjen gräs. Inga underarter finns listade i Catalogue of Life.